# Odai Eid
Odai Eid (tiếng Ả Rập: عدي عيد) là một cầu thủ bóng đá Syria hiện tại thi đấu cho Tishreen.
Anh thi đấu cho Al Karamah ở vòng đấu loại trực tiếp của Giải vô địch bóng đá các câu lạc bộ châu Á 2008.